# Kalasaari (ö i Norra Karelen, Joensuu, lat 62,53, long 31,24)
Kalasaari är en ö i Finland. Den ligger i sjön Nietalahti och i kommunen Ilomants i den ekonomiska regionen  Joensuu ekonomiska region  och landskapet Norra Karelen, i den sydöstra delen av landet, 400 km nordost om huvudstaden Helsingfors. Öns area är 3,6 hektar och dess största längd är 440 meter i sydöst-nordvästlig riktning.